# Ronde van Noorwegen 2016
De 6e editie van de wielerwedstrijd Ronde van Noorwegen vond in 2016 plaats van 20 tot en met 24 mei. De start werd gehouden in Drammen, de finish in Sarpsborg. De ronde maakte deel uit van de UCI Europe Tour 2016, in de categorie 2.HC.

## Deelnemende ploegen
| WorldTour      | ProContinentaal                | Continentaal                       |
| -------------- | ------------------------------ | ---------------------------------- |
| Dimension Data | Bora-Argon 18                  | Coop-Øster Hus                     |
| FDJ            | Caja Rural-Seguros RGA         | FixIT.no                           |
| IAM Cycling    | Delko - Marseille Provence KTM | Joker Byggtorget                   |
| LottoNL-Jumbo  | Drapac Professional Cycling    | Noorwegen U23 (nationale selectie) |
| Lotto Soudal   | ONE Pro Cycling                | Ringeriks-Kraft Look               |
|                | Roompot Oranje Peloton         | Sparebanken Sør                    |
|                | Stölting Service Group         | Nippo - Vini Fantini               |
|                | Topsport Vlaanderen-Baloise    | Roth                               |
|                | Wanty-Groupe Gobert            | Tre Berg - Bianchi                 |

## Etappe-overzicht
| etappe | datum  | start   | finish           | type       | afstand  | winnaar              | klassementsleider |
| ------ | ------ | ------- | ---------------- | ---------- | -------- | -------------------- | ----------------- |
| 1e     | 18 mei | Drammen | Langesund        | Vlakke rit | 172.4 km | Steele Von Hoff      | Steele Von Hoff   |
| 2e     | 19 mei | Kragerø | Rjukan           | Bergrit    | 211.2 km | Pieter Weening       | Pieter Weening    |
| 3e     | 20 mei | Rjukan  | Geilo            | Bergrit    | 168 km   | Mads Pedersen        | Pieter Weening    |
| 4e     | 21 mei | Flå     | Hønefoss Airport | Heuvelrit  | 173.2 km | Edvald Boasson Hagen | Pieter Weening    |
| 5e     | 22 mei | Drøbak  | Sarpsborg        | Vlakke rit | 163.2 km | Edvald Boasson Hagen | Pieter Weening    |

## Etappe-uitslagen

### 1e etappe
| Drammen - Langesund (172.4 km) |                    |                              |          |
| Plaats                         | Naam               | Ploeg                        | Tijd     |
| Winnaar                        | Steele Von Hoff    | ONE Pro Cycling              | 4u19'31" |
| 2                              | Phil Bauhaus       | Bora-Argon 18                | z.t.     |
| 3                              | Yannick Martinez   | Delko-Marseille Provence-KTM | z.t.     |
| 4                              | Robin Stenuit      | Wanty-Groupe Gobert          | z.t.     |
| 5                              | Tosh Van der Sande | Lotto Soudal                 | z.t.     |
| 6                              | Lluís Mas          | Caja Rural-Seguros RGA       | z.t.     |
| 7                              | Tom Van Asbroeck   | LottoNL-Jumbo                | z.t.     |
| 8                              | Daniele Colli      | Nippo - Vini Fantini         | z.t.     |
| 9                              | Jason Lowndes      | Drapac Professional Cycling  | z.t.     |
| 10                             | Daniel Hoelgaard   | FDJ                          | z.t.     |
|                                |                    |                              |          |
| 16                             | André Looij        | Roompot Oranje Peloton       | z.t.     |

| Algemeen klassement |                    |                              |          |
| Plaats              | Naam               | Ploeg                        | Tijd     |
| Gouden trui         | Steele Von Hoff    | ONE Pro Cycling              | 4u19'21" |
| 2                   | Phil Bauhaus       | Bora-Argon 18                | + 4"     |
| 3                   | Trond Trondsen     | Sparebanken Sør              | z.t.     |
| 4                   | Yannick Martinez   | Delko-Marseille Provence-KTM | + 6"     |
| 5                   | Håvard Blikra      | Coop-Øster Hus               | z.t.     |
| 6                   | Robin Stenuit      | Wanty-Groupe Gobert          | + 10"    |
| 7                   | Tosh Van der Sande | Lotto Soudal                 | z.t.     |
| 8                   | Lluís Mas          | Caja Rural-Seguros RGA       | z.t.     |
| 9                   | Tom Van Asbroeck   | LottoNL-Jumbo                | z.t.     |
| 10                  | Daniele Colli      | Nippo - Vini Fantini         | z.t.     |
|                     |                    |                              |          |
| 18                  | André Looij        | Roompot Oranje Peloton       | z.t.     |

### 2e etappe
| Kragerø - Rjukan (211.2 km) |                      |                             |          |
| Plaats                      | Naam                 | Ploeg                       | Tijd     |
| Winnaar                     | Pieter Weening       | Roompot Oranje Peloton      | 5u17'00" |
| 2                           | Sondre Holst Enger   | IAM Cycling                 | + 46"    |
| 3                           | Odd Christian Eiking | FDJ                         | z.t.     |
| 4                           | Fabricio Ferrari     | Caja Rural-Seguros RGA      | z.t.     |
| 5                           | Sander Armée         | Lotto Soudal                | z.t.     |
| 6                           | Marco Minnaard       | Wanty-Groupe Gobert         | z.t.     |
| 7                           | José Mendes          | Bora-Argon 18               | z.t.     |
| 8                           | Andreas Vangstad     | Sparebanken Sør             | z.t.     |
| 9                           | Edvald Boasson Hagen | Dimension Data              | z.t.     |
| 10                          | Eliot Lietaer        | Topsport Vlaanderen-Baloise | z.t.     |

| Algemeen klassement |                      |                             |          |
| Plaats              | Naam                 | Ploeg                       | Tijd     |
| Gouden trui         | Pieter Weening       | Roompot Oranje Peloton      | 9u36'21" |
| 2                   | Sondre Holst Enger   | IAM Cycling                 | + 50"    |
| 3                   | Odd Christian Eiking | FDJ                         | + 52"    |
| 4                   | Edvald Boasson Hagen | Dimension Data              | + 53"    |
| 5                   | Eliot Lietaer        | Topsport Vlaanderen-Baloise | + 56"    |
| 6                   | Fabricio Ferrari     | Caja Rural-Seguros RGA      | z.t.     |
| 7                   | José Mendes          | Bora-Argon 18               | z.t.     |
| 8                   | Andreas Vangstad     | Sparebanken Sør             | z.t.     |
| 9                   | Marco Minnaard       | Wanty-Groupe Gobert         | z.t.     |
| 10                  | Sander Armée         | Lotto Soudal                | z.t.     |

### 3e etappe
| Rjukan - Geilo (168 km) |                      |                        |          |
| Plaats                  | Naam                 | Ploeg                  | Tijd     |
| Winnaar                 | Mads Pedersen        | Stölting Service Group | 4u24'40" |
| 2                       | Lluís Mas            | Caja Rural-Seguros RGA | + 4"     |
| 3                       | Sondre Holst Enger   | IAM Cycling            | + 35"    |
| 4                       | Pieter Weening       | Roompot Oranje Peloton | + 36"    |
| 5                       | Sander Armée         | Lotto Soudal           | + 37"    |
| 6                       | Odd Christian Eiking | FDJ                    | + 39"    |
| 7                       | Edvald Boasson Hagen | Dimension Data         | z.t.     |
| 8                       | Peio Bilbao          | Caja Rural-Seguros RGA | z.t.     |
| 9                       | José Mendes          | Bora-Argon 18          | z.t.     |
| 10                      | Marco Minnaard       | Wanty-Groupe Gobert    | + 42"    |

| Algemeen klassement |                      |                             |           |
| Plaats              | Naam                 | Ploeg                       | Tijd      |
| Gouden trui         | Pieter Weening       | Roompot Oranje Peloton      | 14u01'37" |
| 2                   | Sondre Holst Enger   | IAM Cycling                 | + 45"     |
| 3                   | Edvald Boasson Hagen | Dimension Data              | + 53"     |
| 4                   | Odd Christian Eiking | FDJ                         | + 55"     |
| 5                   | Sander Armée         | Lotto Soudal                | + 57"     |
| 6                   | José Mendes          | Bora-Argon 18               | + 59"     |
| 7                   | Marco Minnaard       | Wanty-Groupe Gobert         | + 1'02"   |
| 8                   | Eliot Lietaer        | Topsport Vlaanderen-Baloise | + 1'10"   |
| 9                   | Fabricio Ferrari     | Caja Rural-Seguros RGA      | z.t.      |
| 10                  | Peio Bilbao          | Caja Rural-Seguros RGA      | + 1'21"   |

### 4e etappe
| Flå - Hønefoss Airport (173.2 km) |                      |                     |          |
| Plaats                            | Naam                 | Ploeg               | Tijd     |
| Winnaar                           | Edvald Boasson Hagen | Dimension Data      | 4u16'17" |
| 2                                 | Sondre Holst Enger   | IAM Cycling         | z.t.     |
| 3                                 | Paul Martens         | LottoNL-Jumbo       | z.t.     |
| 4                                 | Michael Schwarzmann  | Bora-Argon 18       | z.t.     |
| 5                                 | Marco Marcato        | Wanty-Groupe Gobert | z.t.     |
| 6                                 | Odd Christian Eiking | FDJ                 | z.t.     |
| 7                                 | Marco Minnaard       | Wanty-Groupe Gobert | z.t.     |
| 8                                 | Sander Armée         | Lotto Soudal        | z.t.     |
| 9                                 | August Jensen        | Coop-Øster Hus      | z.t.     |
| 10                                | Carl Fredrik Hagen   | Sparebanken Sør     | z.t.     |

| Algemeen klassement |                      |                             |           |
| Plaats              | Naam                 | Ploeg                       | Tijd      |
| Gouden trui         | Pieter Weening       | Roompot Oranje Peloton      | 18u17'54" |
| 2                   | Sondre Holst Enger   | IAM Cycling                 | + 39"     |
| 3                   | Edvald Boasson Hagen | Dimension Data              | + 43"     |
| 4                   | Odd Christian Eiking | FDJ                         | + 55"     |
| 5                   | Sander Armée         | Lotto Soudal                | + 57"     |
| 6                   | José Mendes          | Bora-Argon 18               | + 59"     |
| 7                   | Marco Minnaard       | Wanty-Groupe Gobert         | + 1'02"   |
| 8                   | Eliot Lietaer        | Topsport Vlaanderen-Baloise | + 1'19"   |
| 9                   | Peio Bilbao          | Caja Rural-Seguros RGA      | + 1'30"   |
| 10                  | Paul Martens         | LottoNL-Jumbo               | + 1'34"   |

### 5e etappe
| Drøbak - Sarpsborg (163.2 km) |                             |                             |          |
| Plaats                        | Naam                        | Ploeg                       | Tijd     |
| Winnaar                       | Edvald Boasson Hagen        | Dimension Data              | 3u59'17" |
| 2                             | Sondre Holst Enger          | IAM Cycling                 | + 8"     |
| 3                             | August Jensen               | Coop-Øster Hus              | z.t.     |
| 4                             | Trond Trondsen              | Sparebanken Sør             | z.t.     |
| 5                             | Tosh Van der Sande          | Lotto Soudal                | z.t.     |
| 6                             | Kristoffer Halvorsen        | Joker Byggtorget            | z.t.     |
| 7                             | Marco Marcato               | Wanty-Groupe Gobert         | z.t.     |
| 8                             | Bert Van Lerberghe          | Topsport Vlaanderen-Baloise | z.t.     |
| 9                             | Reinardt Janse van Rensburg | Dimension Data              | z.t.     |
| 10                            | Daniele Colli               | Nippo - Vini Fantini        | z.t.     |
|                               |                             |                             |          |
| 11                            | Marco Minnaard              | Wanty-Groupe Gobert         | z.t.     |

## Eindklassementen
| Plaats      | Naam                 | Ploeg                       | Tijd      |
| ----------- | -------------------- | --------------------------- | --------- |
| Gouden trui | Pieter Weening       | Roompot Oranje Peloton      | 22u17'20" |
| 2           | Edvald Boasson Hagen | Dimension Data              | + 23"     |
| 3           | Sondre Holst Enger   | IAM Cycling                 | + 33"     |
| 4           | Odd Christian Eiking | FDJ                         | + 55"     |
| 5           | Sander Armée         | Lotto Soudal                | + 57"     |
| 6           | José Mendes          | Bora-Argon 18               | + 59"     |
| 7           | Marco Minnaard       | Wanty-Groupe Gobert         | + 1'02"   |
| 8           | Eliot Lietaer        | Topsport Vlaanderen-Baloise | + 1'19"   |
| 9           | Peio Bilbao          | Caja Rural-Seguros RGA      | + 1'30"   |
| 10          | August Jensen        | Coop-Øster Hus              | + 1'31"   |

| Plaats      | Naam                 | Ploeg                  | Punten |
| ----------- | -------------------- | ---------------------- | ------ |
| Groene trui | Sondre Holst Enger   | IAM Cycling            | 55     |
| 2           | Edvald Boasson Hagen | Dimension Data         | 53     |
| 3           | Odd Christian Eiking | FDJ                    | 36     |
|             |                      |                        |        |
| 4           | Pieter Weening       | Roompot Oranje Peloton | 32     |
| 6           | Sander Armée         | Lotto Soudal           | 30     |

| Plaats        | Naam           | Ploeg                  | Punten |
| ------------- | -------------- | ---------------------- | ------ |
| Bolletjestrui | Mads Pedersen  | Stölting Service Group | 30     |
| 2             | Lluís Mas      | Caja Rural-Seguros RGA | 26     |
| 3             | Håvard Blikra  | Coop-Øster Hus         | 23     |
|               |                |                        |        |
| 5             | Pieter Weening | Roompot Oranje Peloton | 13     |
| 7             | Sander Armée   | Lotto Soudal           | 11     |

| Plaats     | Naam                 | Ploeg                       | Tijd      |
| ---------- | -------------------- | --------------------------- | --------- |
| Witte trui | Odd Christian Eiking | FDJ                         | 22u18'15" |
| 2          | Markus Hoelgaard     | Joker Byggtorget            | + 52"     |
| 3          | Lennard Kämna        | Stölting Service Group      | + 3'15"   |
|            |                      |                             |           |
| 8          | Dries Van Gestel     | Topsport Vlaanderen-Baloise | + 16'38"  |
| 17         | Antwan Tolhoek       | Roompot Oranje Peloton      | + 34'01"  |

## Klassementenverloop
| Etappe       | Winnaar              | Algemeen klassement · | Sprintklassement · | Bergklassement · | Jongerenklassement · | Ploegenklassement ·                |
| ------------ | -------------------- | --------------------- | ------------------ | ---------------- | -------------------- | ---------------------------------- |
| 1            | Steele Von Hoff      | Steele Von Hoff       | Steele Von Hoff1   | Håvard Blikra    | Phil Bauhaus         | Joker Byggtorget                   |
| 2            | Pieter Weening       | Pieter Weening        | Steele Von Hoff1   | Pieter Weening2  | Odd Christian Eiking | Roompot Oranje Peloton             |
| 3            | Mads Pedersen        | Pieter Weening        | Pieter Weening     | Mads Pedersen    | Odd Christian Eiking | Noorwegen U23 (nationale selectie) |
| 4            | Edvald Boasson Hagen | Pieter Weening        | Sondre Holst Enger | Mads Pedersen    | Odd Christian Eiking | Noorwegen U23 (nationale selectie) |
| 5            | Edvald Boasson Hagen | Pieter Weening        | Sondre Holst Enger | Mads Pedersen    | Odd Christian Eiking | Noorwegen U23 (nationale selectie) |
| 0Eindstanden | 0Eindstanden         | Pieter Weening        | Sondre Holst Enger | Mads Pedersen    | Odd Christian Eiking | Noorwegen U23 (nationale selectie) |

1 De groene trui werd in de tweede etappe gedragen door Yannick Martinez die derde stond achter Steele Von Hoff en Phil Bauhaus en de vierde etappe door Sondre Holst Enger, die tweede stond achter Pieter Weening.
2 De bolletjestrui werd in de derde etappe gedragen door Håvard Blikra die tweede stond achter Pieter Weening.

## Ronde van Noorwegen 2016 in beeld

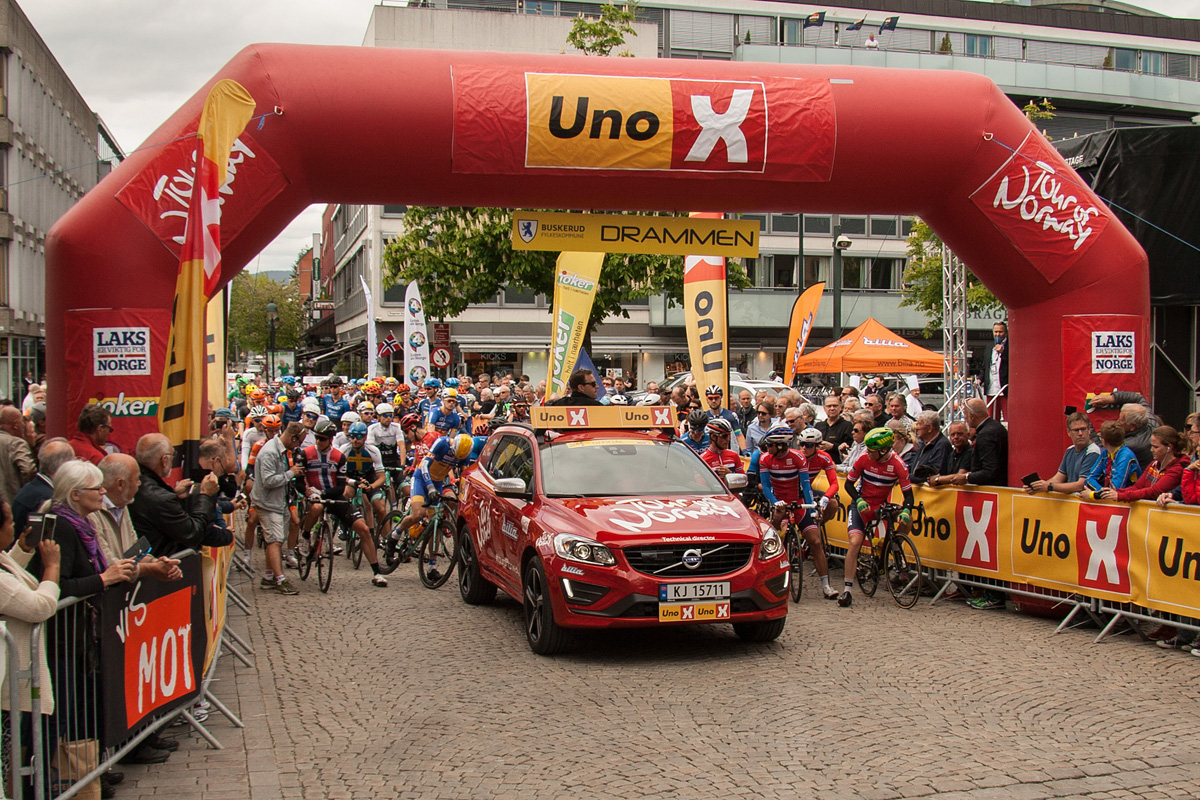
De start van de 1e etappe.
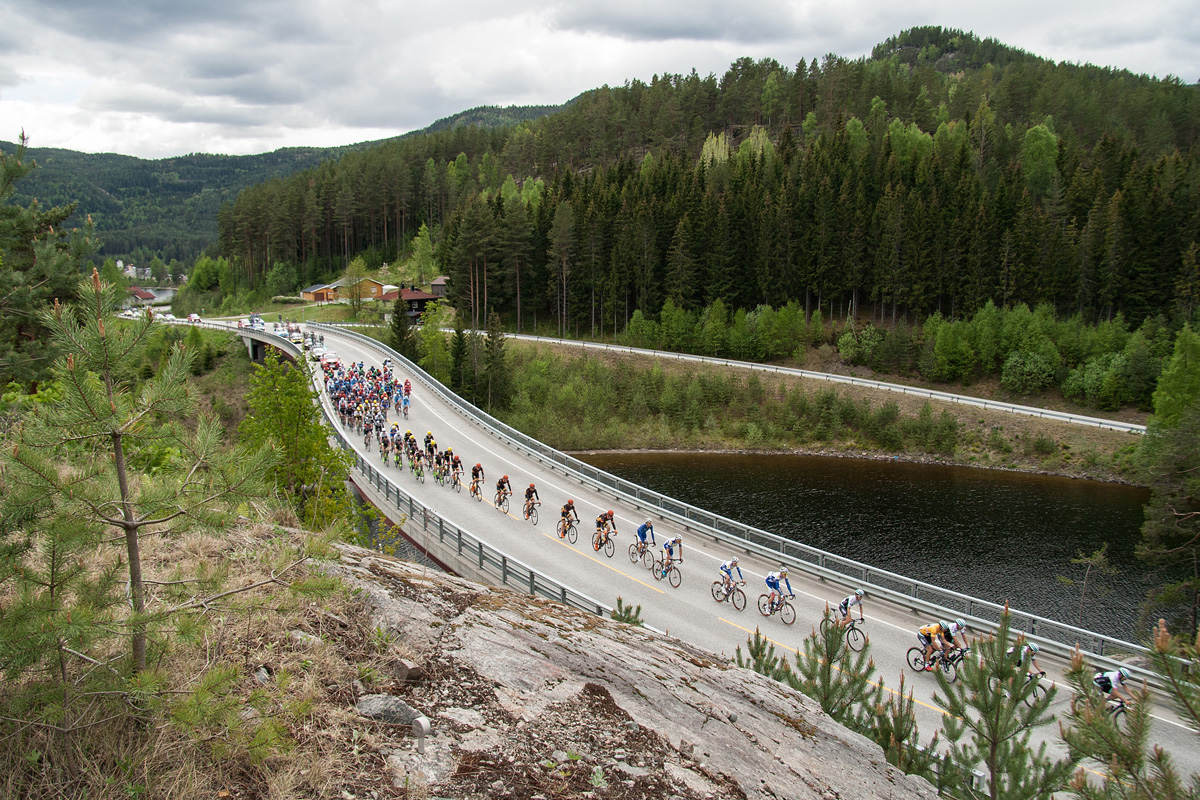
Het peloton tijdens de 2e etappe.

Mannen:
2011 · 2012 · 2013 · 2014 · 2015 · 2016 · 2017 · 2018 · 2019 · 2020 ·2021 · 2022 · 2023 · 2024
Vrouwen:
2014 · 2015 · 2016 · 2017 · 2018 · 2019 · 2020 · 2021 · →
Etappewedstrijden

 Ster van Bessèges · 
 Ronde van Valencia · 
 La Méditerranéenne · 
 Ronde van de Algarve · 
 Ruta del Sol · 
 Ronde van de Haut-Var · 
 Ronde van de Provence · 
 Driedaagse van West-Vlaanderen · 
 Internationale Wielerweek · 
 Internationaal Wegcriterium · 
 Driedaagse van De Panne-Koksijde · 
 Ronde van de Sarthe · 
 Ronde van Castilië en León · 
 Ronde van Trentino · 
 Ronde van Kroatië · 
 Ronde van Turkije · 
 Ronde van Yorkshire · 
 Ronde van Asturië · 
 Ronde van Azerbeidzjan · 
 Vierdaagse van Duinkerke · 
 Ronde van Madrid · 
 Ronde van Picardië · 
 Ronde van Cova da Beira · 
 Ronde van Noorwegen · 
 World Ports Classic · 
 Ronde van België · 
 Ronde van Estland · 
 Ronde van Luxemburg · 
 Boucles de la Mayenne · 
 Ster ZLM Toer · 
 Ronde van Slovenië · 
 Ronde van Oostenrijk · 
 Sibiu Cycling Tour · 
 Ronde van Rhône Alpes-Valromey · 
 Ronde van Wallonië · 
 Ronde van Denemarken · 
 Ronde van Portugal · 
 Ronde van Burgos · 
 Ronde van Gévaudan Languedoc-Roussillon · 
 Ronde van de Ain · 
 Ronde van Tsjechië · 
 Arctic Race of Norway · 
 Ronde van de Limousin · 
 Ronde van Poitou-Charentes · 
 Tour des Fjords · 
 Ronde van Groot-Brittannië · 
 Ronde van Toscane · 
 Eurométropole Tour
Eendaagse wedstrijden

 Trofeo Felanitx-Ses Salines-Campos-Porreres · 
 Trofeo Pollença-Port de Andratx · 
 Trofeo Serra de Tramuntana · 
 Trofeo Playa de Palma-Palma · 
 GP La Marseillaise · 
 Grote Prijs van de Etruskische Kust · 
 Ronde van Murcia · 
 Clásica de Almería · 
 Trofeo Laigueglia · 
 Omloop Het Nieuwsblad · 
 Classic Sud Ardèche · 
 GP Lugano · 
 Kuurne-Brussel-Kuurne · 
 La Drôme Classic · 
 Le Samyn · 
 Strade Bianche · 
 GP Industria & Artigianato · 
 Ronde van Drenthe · 
 Nokere Koerse · 
 GP Nobili Rubinetterie · 
 Handzame Classic · 
 Classic Loire-Atlantique · 
 Grote Prijs van Cholet-Pays de Loire · 
 Dwars door Vlaanderen · 
 Route Adélie de Vitré · 
 Grote Prijs Miguel Indurain · 
 Volta Limburg Classic · 
 Ronde van La Rioja · 
 Parijs-Camembert · 
 Scheldeprijs · 
 Klasika Primavera · 
 Brabantse Pijl · 
 GP Denain · 
 Ronde van de Finistère · 
 Ronde van de Apennijnen · 
 Tro-Bro Léon · 
 La Roue Tourangelle · 
 Rund um den Finanzplatz Eschborn-Frankfurt · 
 Velothon Wales · 
 Grote Prijs van de Somme · 
 Grote Prijs van Plumelec · 
 Boucles de l'Aulne  · 
 Velothon Berlin · 
 GP Kanton Aargau · 
 Ronde van Keulen · 
 Ronde van Limburg · 
 Velothon Copenhagen · 
 Halle-Ingooigem · 
 GP Cerami · 
 Velothon Stuttgart · 
 Prueba Villafranca de Ordizia · 
 Rad am Ring · 
 Circuito de Getxo · 
 RideLondon Classic · 
 Polynormande · 
 Dwars door het Hageland · 
 Arnhem-Veenendaal Classic · 
 GP Jef Scherens · 
 GP Stad Zottegem · 
 Druivenkoers Overijse · 
 Schaal Sels · 
 Brussels Cycling Classic · 
 GP Fourmies · 
 Velothon Stockholm · 
 Ronde van de Doubs · 
 GP van Wallonië · 
 Coppa Bernocchi · 
 Coppa Agostoni · 
 Kampioenschap van Vlaanderen · 
 Grote Prijs Impanis-Van Petegem · 
 Memorial Marco Pantani · 
 GP van Isbergues · 
 GP Industria & Commercio di Prato · 
 Coppa Sabatini · 
 Ronde van Emilia · 
 Duo Normand · 
 GP Beghelli · 
 Ronde van de Drie Valleien · 
 Milaan-Turijn · 
 Ronde van Piemonte · 
 Ronde van de Vendée · 
 Ronde van het Münsterland · 
 Binche-Chimay-Binche · 
 Parijs-Bourges · 
 Parijs-Tours · 
 Nationale Sluitingsprijs
|}